# Vieilmoulin
Vieilmoulin település Franciaországban, Côte-d’Or megyében. Lakosainak száma 143 fő (2022. január 1.). Vieilmoulin Saint-Mesmin, Aubigny-lès-Sombernon, Échannay, Saint-Anthot és Sombernon községekkel határos.

## Népesség
A település népessége az elmúlt években az alábbi módon változott:
| Lakosok száma | 98   | 78   | 69   | 92   | 113  | 121  | 124  | 129  | 134  | 143  |
|               | 1968 | 1982 | 1990 | 2006 | 2013 | 2015 | 2017 | 2019 | 2020 | 2022 |